# Pałac hrabiów d’Arco w Gorzycach
Pałac hrabiów d’Arco w Gorzycach – zabytkowy pałac wybudowany w miejscowości Gorzyce.

## Historia
Pałac wybudowany przez hr. Aleksandra von Arco w XVIII w., w stylu klasycystycznym, zwieńczony wysokim dachem czterospadowym. Od frontu ryzalit zakończony tympanonem (frontonem) z herbem Katowic. Od strony ogrodu wejście pod balkonem (tarasem) podtrzymywanym przez cztery kolumny, który poprzedzają schody trójbiegowe. Obiekt jest częścią zespołu pałacowego, w skład którego wchodzi jeszcze park angielski, XIX w., pałac myśliwski z XIX w.

Herb Katowic